# 蔣克謙
蔣克謙（？—？），字國光，南直隸徐州人，明朝古琴演奏家，亦擅書畫，著有《琴書大全》。

## 生平
嗣曾祖蔣斅是慈孝獻皇后之父，追封玉田伯，隨興王朱祐杬就藩安陸州，喜愛彈琴，因而遍搜古代典籍著成一書，該書未曾出版。蔣斅無子，以兄蔣斌之子蔣輪為嗣，該書傳至蔣克謙。蔣克謙花費三年時間編纂成《琴書大全》，萬曆十八年庚寅（1590年）出版。